# Тихоокеански саламандър
Тихоокеанските саламандри (Ensatina eschscholtzii) са вид земноводни от семейство Безбелодробни саламандри (Plethodontidae), единствен представител на род Ensatina.
Срещат се по западното крайбрежие на Северна Америка.
Таксонът е описан за пръв път от британския зоолог и филателист Джон Едуард Грей през 1850 година.

## Подвидове
- Ensatina eschscholtzii croceater
- Ensatina eschscholtzii eschscholtzii
- Ensatina eschscholtzii klauberi
- Ensatina eschscholtzii oregonensis
- Ensatina eschscholtzii picta
- Ensatina eschscholtzii platensis
- Ensatina eschscholtzii xanthoptica